# Sneeuwsport Vlaanderen
Sneeuwsport Vlaanderen is de Vlaamse ski- en snowboardfederatie, erkend en gesubsidieerd door Sport Vlaanderen, het Belgisch Olympisch en Interfederaal Comité en de Fédération Internationale de Ski. Het legt zich toe op competitie, recreatie en opleidingen van deze twee wintersporten.

## Geschiedenis
Op 22 augustus 1977, dertig jaar na de stichting van de “Belgische Ski Federatie” (BSF) werd de Vlaamse vleugel, op advies van de overheid, als vzw opgericht onder de naam “Vlaamse Ski Vereniging” met als eerste voorzitter Lucien Verhulste.
Dankzij de oprichting van de VSV met 7 aangesloten clubs en de, sinds 1964, bestaande kunstpistes werd de skisport in Vlaanderen gedemocratiseerd. Welk bijzonder is voor een regio met weinig natuurlijke hellingen en sneeuwzekerheid, welke noodzakelijk zijn voor de beoefening van de sport.
In 1982, na het plotse overlijden van Lucien Verhulste werd het voorzitterschap overgenomen door de inmiddels overleden ere-voorzitter, Hugo Spinnox. Onder zijn beleid en met reeds 10 aangesloten clubs werd het freestyle skiën, toen beter bekend als het ballet-skiën, evenals het langlaufen binnen de clubs gepromoot.
Onder impuls van voorzitter Leo Samsom, wordt de Skicup van Vlaanderen opgericht: een wedstrijdcircuit met regelmatigheidscriterium op de kunstpistes in Vlaanderen georganiseerd. Tot op heden zijn deze wedstrijden nog steeds de basis voor competitieve skiërs.
In 2000 werd door de toenmalige Raad van Bestuur beslist dat de naam “Vlaamse Ski Vereniging” of kortweg “VSV” diende aangepast te worden aan de nieuwe samenwerking met snowboard en werd gekozen voor “Vlaamse Ski en Snowboard Federatie” of “VSSF”.
In 2009 bekomt de snowboardafdeling van de VSSF het statuut van topsportfederatie. De topsportsubsidies van het toenmalige Bloso laten toe deel te nemen aan internationale wedstrijden van de FIS en de Ticket To Ride Tour (TTR). Bovendien kunnen de beste atleten beroep doen op de deskundigheid van topcoach Jean-Valère Demard en trainer van de Topsportschool, Maarten Avonds.
In 2012 staat de federatie mee in voor de organisatie van de eerste wereldbeker Big Air in Antwerpen: het evenement trekt 22.000 toeschouwers. Het succes is compleet door de overwinning van Seppe Smits.
In 2013 geeft Leo Samsom de fakkel en het voorzitterschap door aan Alain De Greef. Een van de eerste beslissingen is om de naam van de federatie te veranderen naar “Sneeuwsport Vlaanderen” en zo de boodschap en missie beter te kunnen uitdragen. Lode Nolf wordt tot directeur van de federatie benoemd.
Samen met de Olympische wintersportfederaties is wintersport, sport van het jaar in 2014, een actie van Sport Vlaanderen.

## Taken
Sneeuwsport Vlaanderen zorgt voor:
- Kaderopleidingen in de verschillende sporttakken ski en snowboard met de Vlaamse trainersschool (VTS)
- De ondersteuning, administratieve begeleiding van aangesloten clubs.
- De ondersteuning van competitie en topsporters.
- Sportpromotie & communicatie
- Ledenverzekering

## Topsportatleten verbonden aan Sneeuwsport Vlaanderen
- Seppe Smits - Snowboard
- Sebbe De Buck - Snowboard
- Loranne Smans - Snowboard
- Sam Maes - Alpineskiën
- Xander Vercammen - Skicross